# Mardkānlū
Mardkānlū (persiska: مردکانلو) är en ort i Iran.   Den ligger i provinsen Nordkhorasan, i den nordöstra delen av landet, 600 km öster om huvudstaden Teheran. Mardkānlū ligger 1 834 meter över havet och antalet invånare är 110.
Terrängen runt Mardkānlū är kuperad. Runt Mardkānlū är det ganska glesbefolkat, med 38 invånare per kvadratkilometer. Närmaste större samhälle är Rīzeh, 7,5 km norr om Mardkānlū. Trakten runt Mardkānlū består i huvudsak av gräsmarker.